# Carlos Donoso
Carlos Roberto Donoso Riquelme (Santiago de Chile, 26 de julio de 1948 - Bogotá, 16 de abril de 2020) fue un humorista, ventrílocuo, cantante, imitador y guionista de teatro venezolano.

## Biografía

### Familia
Donoso nació en Santiago de Chile en 1948 en una familia con hermanos y de padres chilenos que migraron a Venezuela. Era sobrino del científico chileno Roberto Donoso-Barros. Estuvo casado tres veces y producto de sus matrimonios tuvo cuatro hijos.

### Carrera
Desde pequeño empezó a interesarse por la comedia, especialmente por el arte de las marionetas y la ventriloquía luego de ver en la televisión al ecuatoriano Paco Miller.
 A finales de la década de 1960 creó su primer muñeco, un mono al que bautizó «Kini» y que a la larga se convertiría en su personaje más reconocido a nivel internacional. Inicialmente empezó a presentarse como ventrílocuo en locales pequeños, hasta lograr relevancia en Venezuela en donde era comúnmente invitado a diversos programas de los canales Venevisión y Televen. Durante las primeras etapas de su carrera como humorista alternó su tiempo para estudiar una carrera de derecho. Años después incorporó un nuevo personaje a su repertorio, a quien bautizó «Lalo». Su estilo picaresco y de doble sentido lo hizo muy popular en su país y le abrió las puertas de otros países de habla hispana, especialmente Colombia, donde realizó múltiples presentaciones a lo largo de su carrera y fue un invitado constante en el popular Festival internacional del humor, celebrado cada año en el país cafetero.

### Últimos años y fallecimiento
Al final de su carrera, Donoso decidió radicarse en Bogotá, a raíz de la crisis económica y social que enfrentaba Venezuela. Había realizado su última presentación en enero de 2020 en la ciudad de Miami, pero su enfermedad no le permitió continuar brindando espectáculos.
En la capital colombiana empezó a padecer de cáncer de pulmón y su situación económica era precaria por el alto costo de su tratamiento (27 mil dólares). Entre cuatro hijos, que se encontraban en Chile y Estados Unidos, pusieron un plan de captación de fondos; sin embargo, su salud empeoró. El 16 de abril de 2020, a los 71 años, falleció tras permanecer varias semanas hospitalizado. Debido a la Pandemia de COVID-19 en Colombia sus familiares no pudieron acompañarlo en sus últimos momentos, ni asistir a su funeral y entierro.